# Peugeot 308 (2013)
La Peugeot 308 II (nome in codice T9) è la seconda generazione della Peugeot 308, un'autovettura prodotta a partire dal 2013 al 2021. dalla casa automobilistica francese Peugeot. Nel marzo 2014 si aggiudica il riconoscimento europeo di Auto dell'anno.

## Profilo e storia

### Debutto
La 308 seconda serie fu svelata al pubblico durante l'estate del 2013 ma è settembre del 2013 il mese del debutto vero e proprio della vettura, che avviene il 12 settembre al Salone di Francoforte; il 21 settembre entra ufficialmente in commercio nel mercato europeo.
La 308 seconda serie è la prima Peugeot a conservare la stessa denominazione da una generazione all'altra: la logica fino a quel momento adottata dalla casa di Sochaux per i suoi modelli vorrebbe che questo nuovo modello si chiamasse 309. Ma in realtà, con la crescita e lo sviluppo di nuovi mercati emergenti (Cina, India, ecc), venne stabilito un nuovo criterio per la nomenclatura dei modelli Peugeot. Dal 2012 i modelli commercializzati in Europa e in altri mercati già affermati manterranno il suffisso 08 anche nel passaggio da una serie all'altra. Lo stesso criterio viene adottato per i mercati emergenti, ma i modelli, oltre a essere differenti (anche strutturalmente) e ripensati per le esigenze di tali mercati, avranno una denominazione terminante in 01. Il primo modello ad adottare tale criterio è stata la 301 del 2012 (da non confondere con la 301 di ottant'anni prima), che a dispetto della sigla viene prodotta sulla base della 208 europea, ma viene commercializzata in alcuni Paesi in via di sviluppo. La 308 è stata la seconda vettura della casa del leone a seguire tale criterio e, come già detto, la prima a mantenere invariata la propria denominazione rispetto al modello che l'ha preceduta. In realtà, un altro motivo per cui non si è seguito il vecchio criterio di denominazione dei modelli Peugeot sta nel fatto che in passato è esistito un altro modello denominato 309.

### Design esterno e interno
La seconda generazione della 308 si presenta con uno stile meno di rottura rispetto a quello della precedente. I designer Peugeot e il designer francese Bertrand Rapatel (interiore) sotto la direzione di Gilles Vidal, hanno disegnato un corpo vettura sempre a due volumi, di stile meno audace e più sobrio. Tra le caratteristiche generali del corpo vettura della 308, va segnalato come sia rimasta pressappoco agli stessi livelli di ingombro della precedente generazione, mentre la maggior parte della concorrenza, invece, tende a crescere di dimensioni. Ad essere precisi, la nuova generazione della 308 è leggermente più corta, più stretta e più bassa della precedente. Nonostante ciò, la vettura presenta un passo allungato di 1.2 cm. 

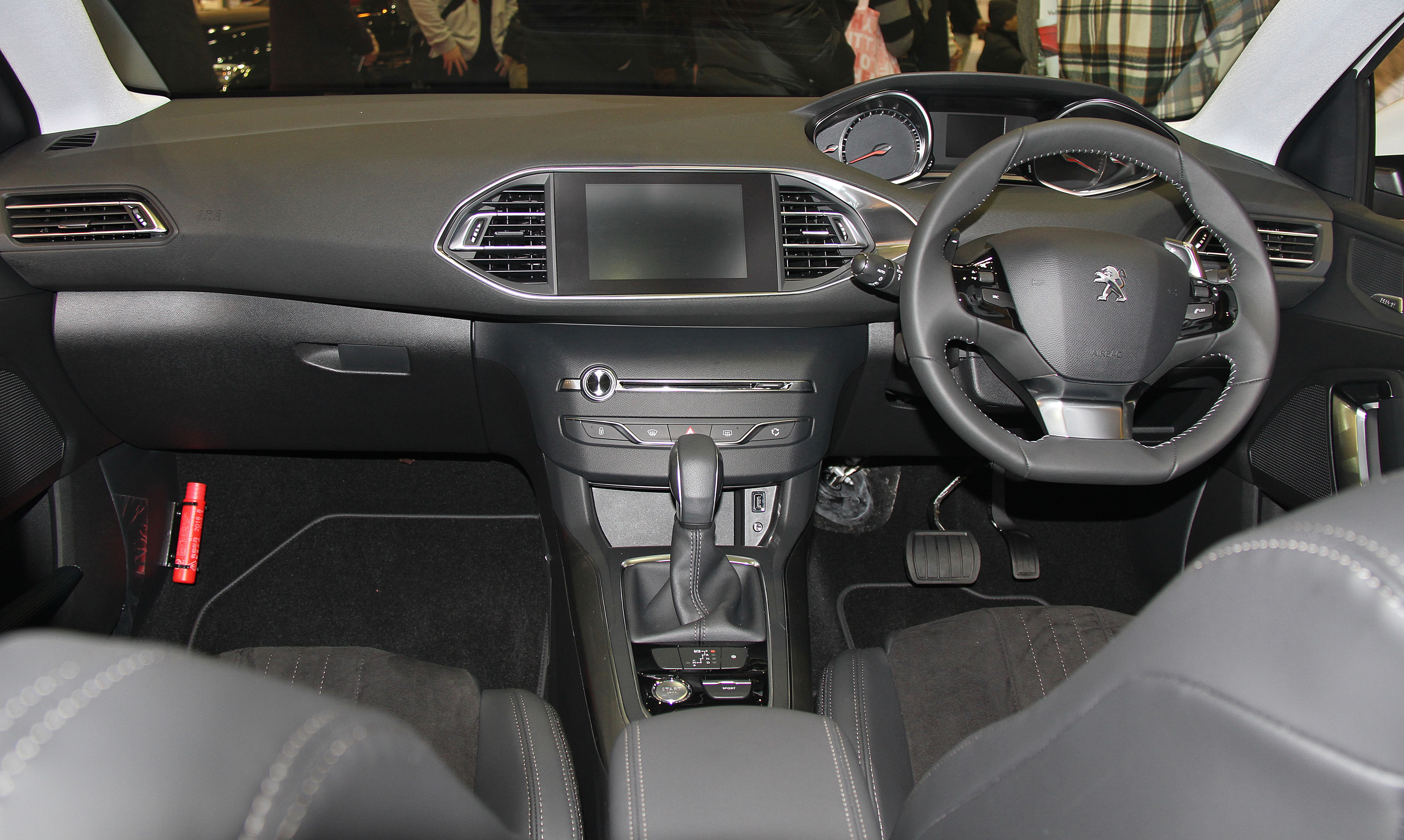
Interni di una Peugeot 308 con guida a destra

Il frontale della 308 è caratterizzato dalla presenza di tutti quegli stilemi che dal 2010 sono entrati a far parte del nuovo corso stilistico Peugeot, ma rivisitati in chiave più moderna e per certi versi inedita. Sul cofano motore è presente il logo del leone (come sulle vetture contemporanee del marchio di Sochaux), mentre la calandra trapezoidale è di dimensioni più contenute rispetto a quella, per esempio, proposta dalla 508, ma alla quale fa eco una presa d'aria di maggior dimensioni situata al centro del paraurti. Quest'ultima presa d'aria è fiancheggiata da una coppia di alloggiamenti per i fendinebbia dove trovano posto anche le luci diurne a led. La vettura è la prima in casa Peugeot ad adottare, in alcuni allestimenti, la soluzione full-led. La vista laterale evidenzia le due nervature che alleggeriscono la fiancata, ma anche l'adozione della tecnologia a led per gli indicatori di direzione posti sulle calotte degli specchietti retrovisori esterni. Un'altra caratteristica è il disegno della linea di cintura, piuttosto alta e pronunciata rispetto al resto della fiancata. Questa, assieme alla nervatura superiore che unisce le maniglie porta, arriva ai fari posteriori dal disegno a "forma di C" e dalla trama interna a LED dal caratteristico stile ad "artiglio di leone", come nella "sorella minore" 208, divenuto stilema peculiare di tutte le vetture dell'azienda francese.

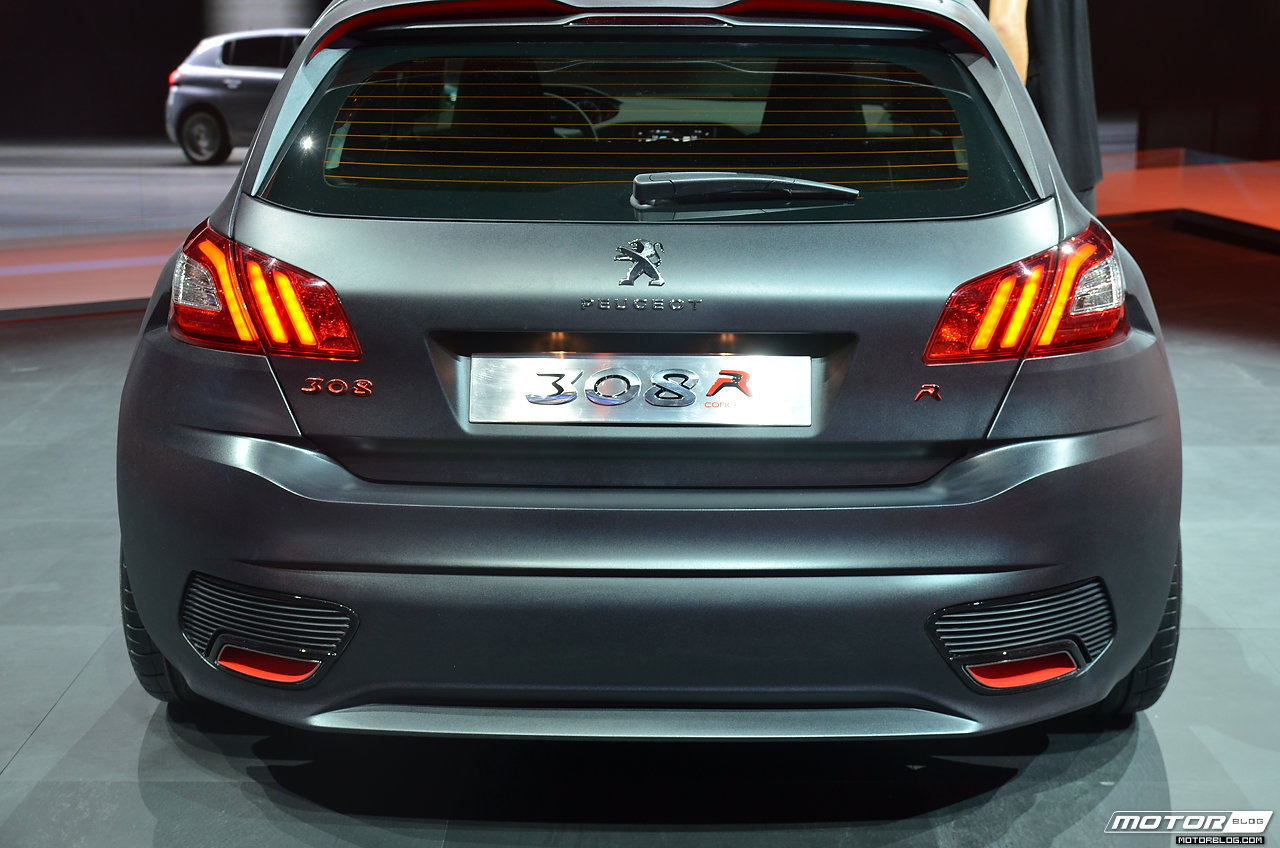
Posteriore di una 308 R Concept; notare i caratteristici fari ad "artiglio di leone"

Sempre dalla sorella minore 208, la nuova 308 riprende l'impostazione del cruscotto, sistemato in posizione rialzata, sopra la linea del volante, e di forma esagonale allungata con i due strumenti principali posti alle sue estremità. Il posto guida propone una delle principali novità, vale a dire la console centrale spoglia, dotata di pochi pulsanti poiché sono tutti contenuti nell'unità i-Cockpit, praticamente un sistema multifunzione gestibile attraverso il display touch screen. Il volume del bagagliaio, pari a 420 litri a filo del lunotto, è incrementabile fino a 1.228 litri con l'abbattimento dello schienale posteriore.

### Struttura e motori
La vettura è basata sul pianale modulare EMP2, primo modello a marchio Peugeot a utilizzarlo, debuttato nella seconda serie della Citroën C4 Picasso. Con quest'ultima, dunque, la 308 condivide la struttura di base, ma le novità stanno anche nella ricerca nel contenimento del peso, ricerca che si è tradotta nell'utilizzo di materiali più leggeri e che sta alla base del contenimento degli ingombri esterni. Uno degli esempi in tal senso è dato dal portellone posteriore realizzato in materiale termoplastico. Un altro esempio è dato proprio dalla piattaforma EMP2 che permette un risparmio di peso di 140 kg sulla precedente piattaforma.
Al suo debutto la 308 viene proposta in cinque motorizzazioni, tre a benzina e due a gasolio:
- 1.2 VTi: motore EB2 da 1199 cm³ con 82 CV di potenza massima;
- 1.6 THP: motore Prince da 1598 cm³ con sovralimentazione mediante turbocompressore e disponibile in due livelli di potenza massima, ossia 125 o 156 CV;
- 1.6 HDi: motore DV6ATED4 turbodiesel common rail da 1560 cm³ con potenza massima di 92 CV;
- 1.6 e-HDi: motore DV6TED4 turbodiesel common rail da 1560 cm³ con tecnologia micro-ibrida (Stop&Start incorporato) e potenza massima di 115 CV.

Due sono le varianti di cambio previste di serie: la 1.2 e la 1.6 HDi da 92 CV montano un cambio manuale a 5 marce, mentre le altre motorizzazioni sono abbinate a un cambio a 6 marce, sempre manuale.

## Evoluzione

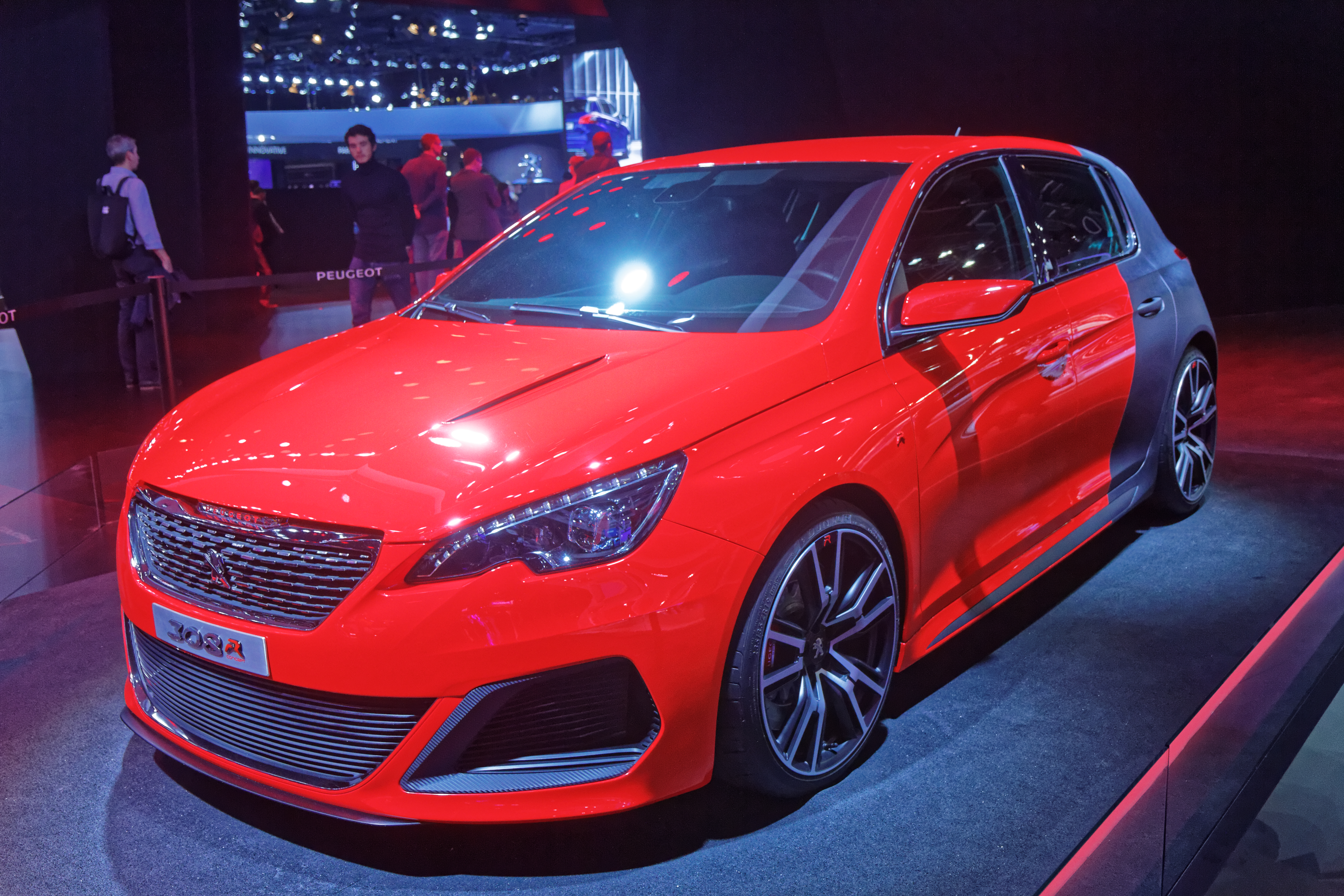
Peugeot 308 R Concept

Al Salone di Francoforte, in occasione della presentazione, la 308 è stata proposta anche in veste di concept sportiva con carrozzeria bicolore. Tale concept, denominata 308-R, è equipaggiata con il 1.6 turbo da 270 CV previsto per la RCZ-R.

### 308 SW

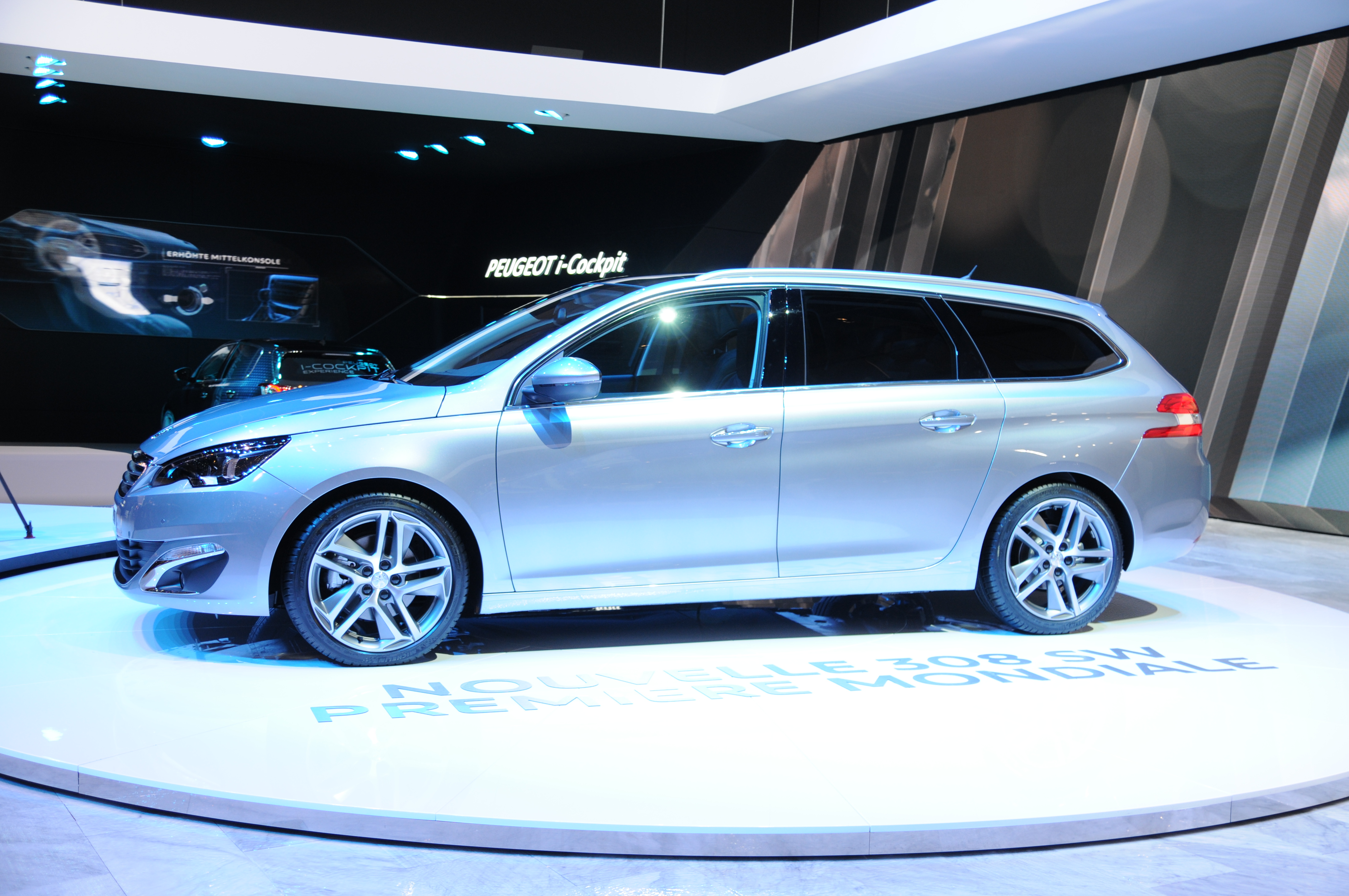
Vista laterale di una 308 SW

Al Salone di Ginevra del 2014 è stata invece presentata la 308 SW, nuova interpretazione in chiave giardinetta della seconda generazione della 308. In questa nuova station wagon, il passo è stato allungato di 11 cm, a tutto vantaggio dell'abitabilità per i passeggeri posteriori. Ma anche la zona posteriore è stata ovviamente ridisegnata per ottenere un più ampio bagagliaio, la cui capacità nella SW passa a 610 litri (contro i 420 della berlina), ma che abbattendo il divanetto posteriore raggiunge 1.660 litri. Ciò ha comportato un aumento negli ingombri della nuova giardinetta rispetto alla vecchia: la nuova 308 SW supera in lunghezza la vecchia di 8.5 cm, e questo nonostante come già detto la nuova versione berlina sia 2 cm più corta rispetto alla vecchia. La gamma motori della SW ricalca quasi per intero quella della berlina, se si eccettua il 1.2 VTi di base, assente nella giardinetta. Questo motore, in occasione dell'ampliamento della gamma, è stato eliminato da alcuni mercati, tra cui quello italiano, ma ha continuato a essere disponibile ad esempio in madrepatria. Analoga sorte è toccata anche al più potente 1.6 THP da 156 CV.
Il lancio della SW è stato anche l'occasione per introdurre alcuni nuovi motori: in conformità con la tendenza al downsizing, il 1.6 THP da 125 CV è stato sostituito da due motorizzazioni, vale a dire il tre cilindri 1.2 nei due livelli di potenza di 110 e 130 CV. Contemporaneamente, il 1.6 HDi da 115 CV è stato affiancato dal 1.6 BlueHDi con potenza massima innalzata a 120 CV. Al top della gamma va a inserirsi il 2 litri BlueHDi da 150 CV, motore già montato sulla seconda generazione della C4 Picasso, che con la 308 seconda serie condivide tra l'altro anche la base meccanica e il pianale modulare.

### 308 GT

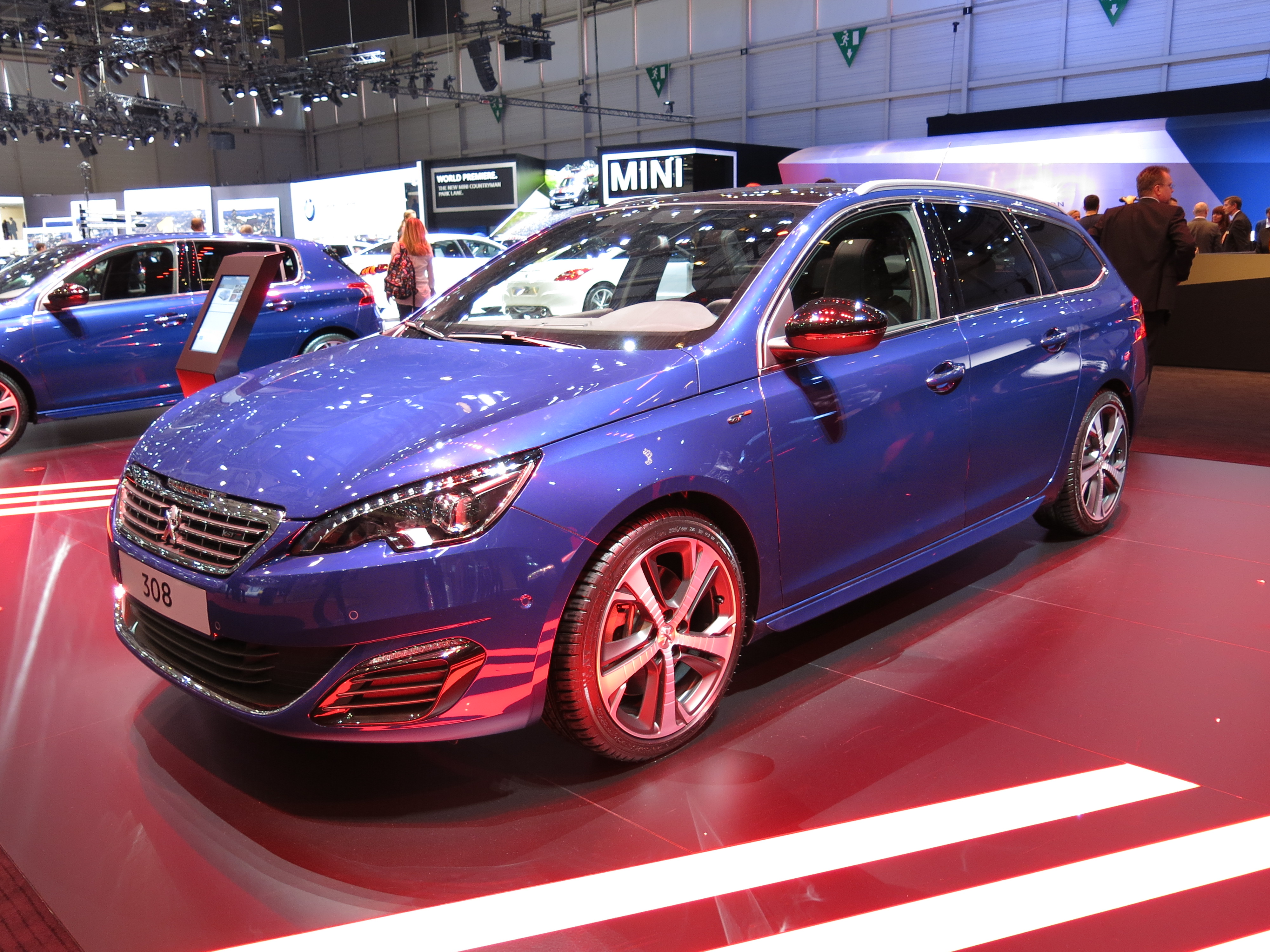
308 SW GT del 2015

Nell'autunno del 2014 fa il suo debutto la 308 GT che, a differenza delle precedenti GT Peugeot di segmento C, è stata resa disponibile sia con motore a benzina che con motore a gasolio. Nel primo caso la vettura monta un 1.6 THP da 205 CV, mentre nel secondo è equipaggiata con un 2 litri turbodiesel da 180 CV, con tecnologia analoga all'unità da 150 CV. La 308 GT di seconda generazione è stata proposta inoltre sia con carrozzeria berlina che con carrozzeria SW. Le GT a benzina monta un cambio manuale a 6 marce, mentre quella a gasolio monta un automatico sequenziale a 6 rapporti.
La primavera del 2015 ha portato con sé un'ulteriore novità, rappresentata dalla 308 BlueHDi 100, versione depotenziata della già presente BlueHDi 120. Il suo propulsore è stato appunto depotenziato da 120 a 100 CV.

### 308 GTi

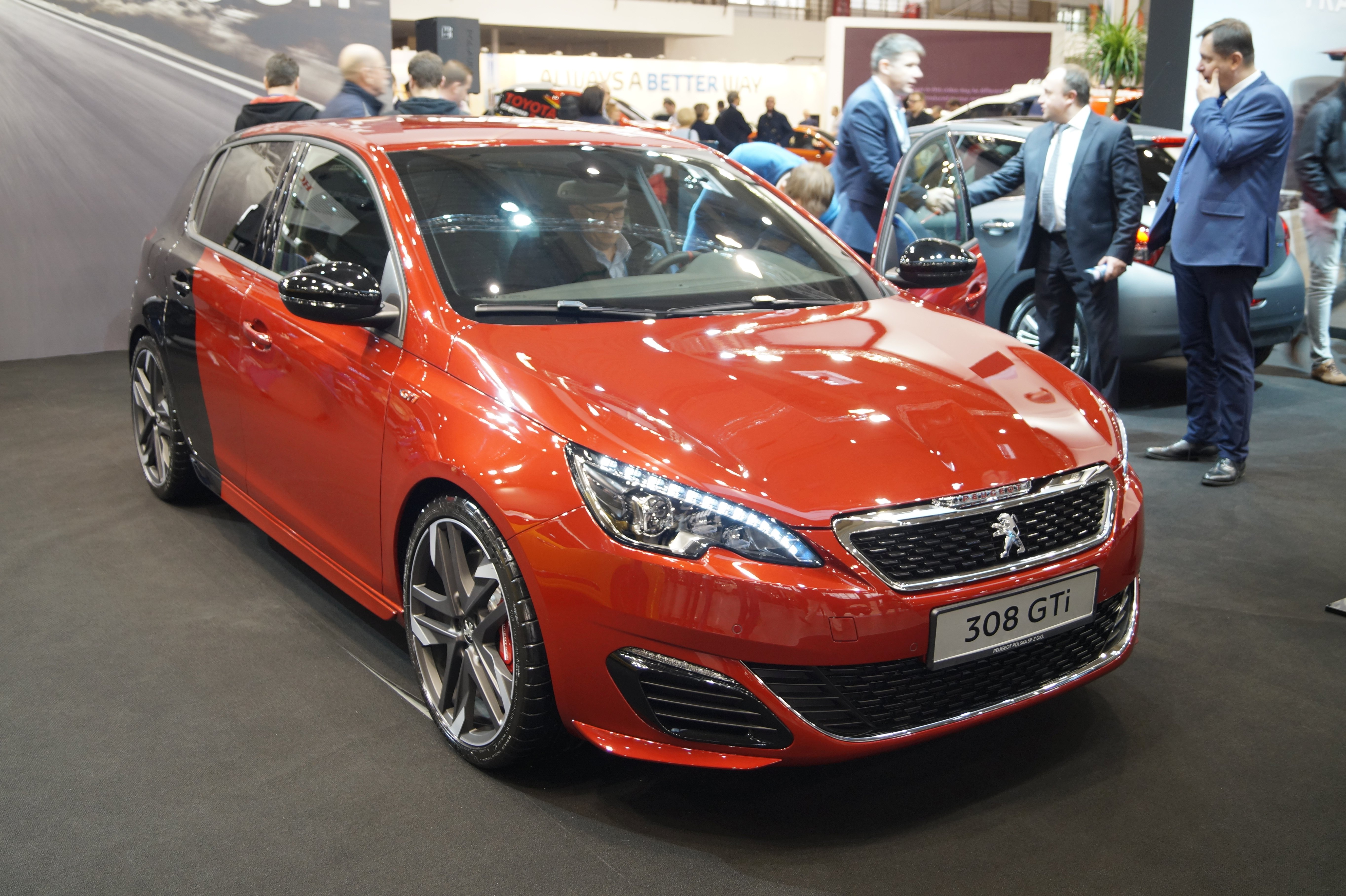
Peugeot 308 GTi

Alla fine dell'estate dello stesso anno, invece, all'estremità opposta della gamma esordisce la 308 GTi: il nuovo modello, stavolta, è stato proposto in due livelli di potenza, ossia 250 e 270 CV. Quest'ultima è la motorizzazione che fino a quel momento era stata montata sulla RCZ-R e che con l'uscita di produzione della coupé francese è stata trasferita sotto il cofano della 308.
La versione GTi 250 si distingue dalle altre versioni della media del leone per i fari Full LED, un differenziale elettronico autobloccante, cerchi in lega da 18 pollici a 5 razze sdoppiate, sistema di apertura senza chiavi "keyless", tecnologia start e stop, assetto ribassato di 11 millimetri, telecamera di retromarcia a colori e doppio scarico cromato, minigonne laterali, spoiler e finto estrattore d'aria posteriore, frontale con paraurti dotato di prese d'aria maggiorate e calandra con al centro il logo del leone anziché presente sul cofano come sulle versioni normali. La versione da 270 CV aggiunge rispetto a quella da 250 CV freni maggiorati Alcon con diametro da 380 millimetri all'anteriore, sedili avvolgenti in pelle alcantara, un differenziale a slittamento limitato Torsen e cerchi in lega leggera da 19 pollici.

### Restyling 2017

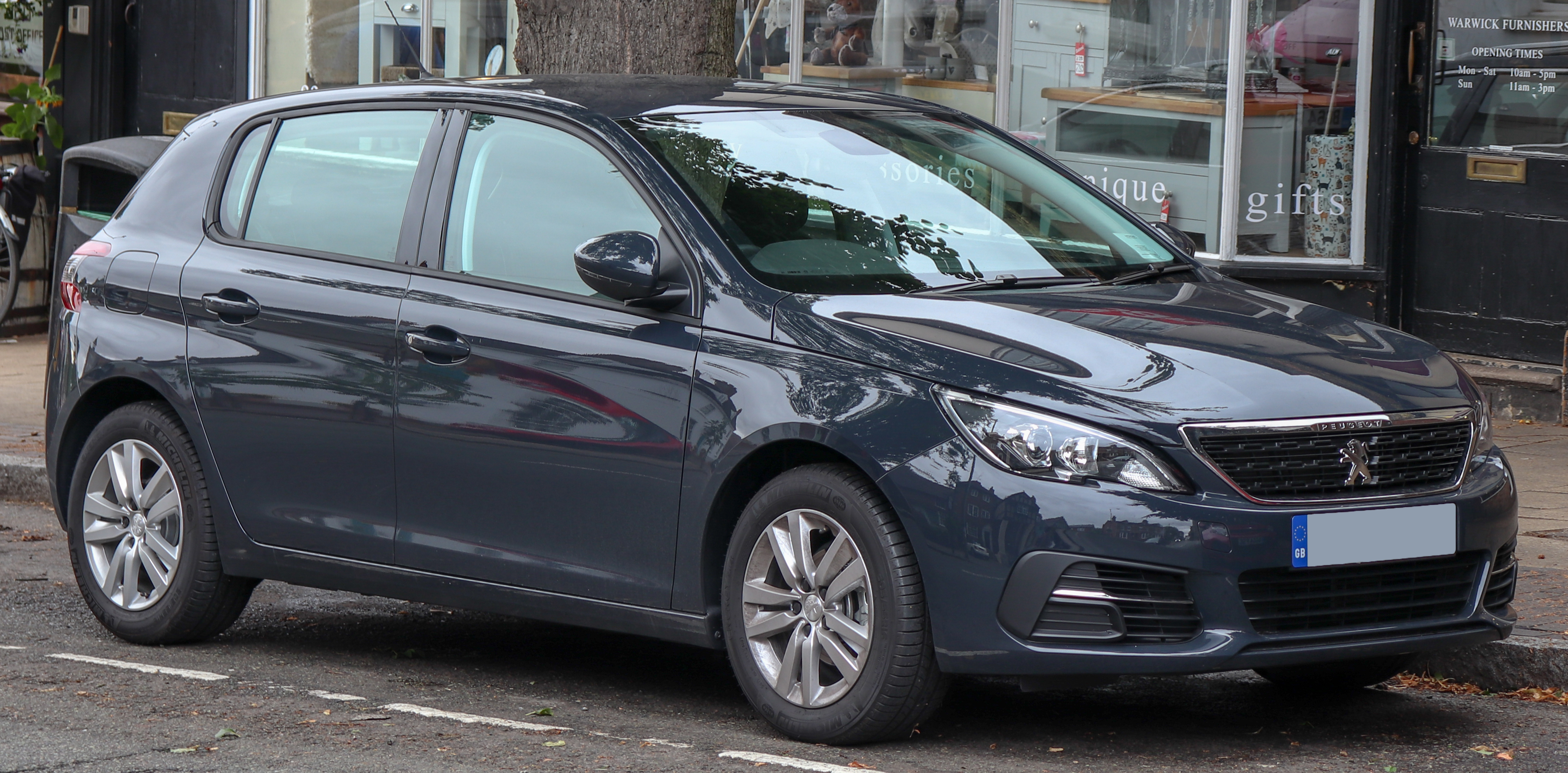
Una Peugeot 308 dopo il restyling del 2017

A maggio 2017 viene annunciato un restyling della media francese. Meccanicamente vi sono novità motoristiche, con introduzione di una nuova unità diesel da 1.5 BlueHDi disponibili con potenza di 130 CV, che va ad affiancare e in seguito a sostituire il 1.6 BlueHDi da 120 CV, dotato del catalizzatore SCR. Sempre presente in gamma anche l'altro 1.6 BlueHDi, quello da 99 CV. La versione 1.5 BlueHDi da 130 CV può essere equipaggiata con il cambio automatico EAT8 a 8 rapporti della Aisin, che ora è di serie sulle motorizzazioni 2.0; sul fronte benzina sono disponibili il 1.2 PureTech da 110 e 130 dotato ora di un filtro antiparticolato, per rientrare nelle normative antiquinamento Euro 6c. La versione Gt a benzina monta ora un 1.6 puretech che eroga 225 cv abbinato al cambio automatico a convertitore di coppia a 8 marce eat8. Esteticamente vi sono variazioni estetiche all'anteriore con nuovo cofano motore, nuova calandra e paraurti con le luci diurne a LED che ora sono di serie su tutte le versioni. All'interno vi è un nuovo sistema di infotelematica nella console centrale con nuove funzionalità, quali Apple CarPlay e Android Auto. Inoltre la vettura viene dotata di inediti dispositivi per l'assistenza e la sicurezza alla guida come il cruise control adattivo.

### Gli ultimi anni di carriera
Nell'ottobre del 2017 la versione GT a benzina passò da 205 a 225 CV e usufruì del nuovo cambio automatico a 8 rapporti, mentre la 1.2 a benzina da 110 CV vide l'arrivo di un nuovo cambio a 6 marce. Ma anche sul fronte diesel vi furono alcune significative novità: mentre il 2 litri a gasolio più potente scese da 181 a 177 CV, ai già collaudati 1.6 BlueHDi da 99 e 120 CV si affiancò il nuovo 1.5 BlueHDi con potenza massima di 130 CV. Esso fu proposto assieme ai 1.6 BlueHDi solo per alcuni mesi: tra il febbraio e il marzo 2018, infatti, i 1.6 BlueHDi sono stati cancellati dal listino e solo la variante meno potente è stata sostituita grazie all'arrivo di un 1.5 BlueHDi depotenziato a 102 CV. Nell'estate del 2018 la GTi scompare dai listini e viene gradualmente sostituita da una nuova GTi, che vede un leggero depotenziamento del suo motore, il quale scende a 263 CV, ma guadagna 10 Nm in più per quanto riguarda il valore di coppia massima. Dopodiché non vi furono più aggiornamenti degni di nota: la produzione della 308 di seconda generazione cessa nell'aprile del 2021, sia come berlina che come SW.

## Riepilogo caratteristiche
Di seguito vengono riepilogate le caratteristiche relative alle varie versioni previste per la gamma della seconda serie della 308.
| Modello | Carrozzeria      | Motore   | Cilindrata cm³ | Alimentazione                        | Potenza CV/rpm | Coppia Nm/rpm | Cambio/ Nº rapporti        | Massa a vuoto (kg) | Velocità max | Acceler. 0–100 km/h | Consumo (l/100 km) | Emissioni CO2 (g/km) | Anni di produzione |
| Versioni a benzina |                  |          |                |                                      |                |               |                            |                    |              |                     |                    |                      |                    |
| 308 1.2 PureTech1 (82 CV) | berlina 2 volumi | EB2      | 1199           | Iniezione indiretta multipoint       | 82/5750        | 118/2750      | Manuale 5 marce            | 1075               | 171          | 15"2                | 5                  | 114                  | 09/2013-03/20172   |
| 308 1.2 PureTech1 (110 CV) | berlina 2 volumi | EB2DT    | 1199           | Iniezione diretta +turbocompressore  | 110/5500       | 205/1750      | Manuale 5 marce            | 1080               | 188          | 12"4                | 4,3                | 105                  | 05/2014-10/2017    |
| 308 1.2 PureTech1 (110 CV) | berlina 2 volumi | EB2DT    | 1199           | Iniezione diretta +turbocompressore  | 110/5500       | 205/1750      | Manuale 6 marce            | 1089               | 197          | 10"1                | 4,9                | 113                  | 11/2017-04/2021    |
| 308 1.2 PureTech1 (110 CV) | station wagon    | EB2DT    | 1199           | Iniezione diretta +turbocompressore  | 110/5500       | 205/1750      | Manuale 5 marce            | 1165               | 188          | 13"                 | 4,7                | 109                  | 05/2014-10/2017    |
| 308 1.2 PureTech1 (110 CV) | station wagon    | EB2DT    | 1199           | Iniezione diretta +turbocompressore  | 110/5500       | 205/1750      | Manuale 6 marce            | 1204               | 197          | 11"1                | 5,1                | 118                  | 11/2017-04/2021    |
| 308 1.2 PureTech1 (130 CV) | berlina 2 volumi | EB2DTS   | 1199           | Iniezione diretta +turbocompressore  | 130/5500       | 230/1750      | Manuale 6 marce            | 1075               | 206          | 11"6                | 4,3                | 107                  | 05/2014-04/2021    |
| 308 1.2 PureTech1 (130 CV) | station wagon    | EB2DTS   | 1199           | Iniezione diretta +turbocompressore  | 130/5500       | 230/1750      | Manuale 6 marce            | 1175               | 205          | 12"1                | 4,7                | 115                  | 05/2014-04/2021    |
| 308 1.6 THP (125 CV) | berlina 2 volumi | EP6CDTD  | 1598           | Iniezione diretta + turbocompressore | 125/6000       | 200/1400      | Manuale 6 marce            | 1165               | 203          | 10"4                | 5,6                | 129                  | 09/2013-06/2014    |
| 308 1.6 THP (156 CV) | berlina 2 volumi | EP6CDT   | 1598           | Iniezione diretta + turbocompressore | 156/6000       | 240/1400-5000 | Manuale 6 marce            | 1165               | 218          | 9"1                 | 5,9                | 134                  | 09/2013-05/20152   |
| 308 1.6 THP GT | berlina 2 volumi | EP6FDTX  | 1598           | Iniezione diretta + turbocompressore | 205/6000       | 285/1750      | Manuale 6 marce            | 1200               | 235          | 7"5                 | 5,6                | 130                  | 11/2014-10/2017    |
| 308 1.6 THP GT | station wagon    | EP6FDTX  | 1598           | Iniezione diretta + turbocompressore | 205/6000       | 285/1750      | Manuale 6 marce            | 1315               | 235          | 7"6                 | 5,9                | 134                  | 11/2014-10/2017    |
| 308 1.6 GT PureTech | berlina 2 volumi | EP6FADTX | 1598           | Iniezione diretta + turbocompressore | 225/5500       | 300/2500      | Automatico 8 rapporti      | 1204               | 235          | 7"4                 | 5,8                | 132                  | 11/2017-04/2019    |
| 308 1.6 GT PureTech | station wagon    | EP6FADTX | 1598           | Iniezione diretta + turbocompressore | 225/5500       | 300/2500      | Automatico 8 rapporti      | 1319               | 235          | 7"6                 | 6                  | 136                  | 11/2017-04/2019    |
| 308 1.6 THP GTI (250 CV) | berlina 2 volumi | EP6CDTR  | 1598           | Iniezione diretta + turbocompressore | 250/6000       | 330/1900-5500 | Manuale 6 marce            | 1205               | 260          | 6"2                 | 6                  | 139                  | 09/2015-07/2018    |
| 308 1.6 THP GTI3 (263 CV) | berlina 2 volumi | EP6CDTR  | 1598           | Iniezione diretta + turbocompressore | 263/6000       | 260           | Manuale 6 marce            | 1205               | 260          | 6"                  | 6,5                | 148                  | 07/2018-08/2020    |
| 308 1.6 THP GTI (270 CV) | berlina 2 volumi | EP6CDTR  | 1598           | Iniezione diretta + turbocompressore | 270/6000       | 260           | Manuale 6 marce            | 1205               | 260          | 6"                  | 6                  | 139                  | 06/2015-07/2018    |
| Versioni a gasolio |                  |          |                |                                      |                |               |                            |                    |              |                     |                    |                      |                    |
| 308 1.5 BlueHDi (102 CV) | berlina 2 volumi | DV5      | 1499           | Turbodiesel common rail              | 102/3500       | 250/1750      | Manuale 6 marce            | 1.205              | 186          | 11"5                | 3,7                | 98                   | 07/2018-11/2020    |
| 308 1.5 BlueHDi (102 CV) | station wagon    | DV5      | 1499           | Turbodiesel common rail              | 102/3500       | 250/1750      | Manuale 6 marce            | 1.320              | 183          | 11"9                | 3,7                | 98                   | 07/2018-11/2020    |
| 308 1.5 BlueHDi (130 CV) | berlina 2 volumi | DV5RC    | 1499           | Turbodiesel common rail              | 130/3750       | 300/1750      | Manuale 6 marce            | 1.180              | 204          | 9"8                 | 3,5                | 96                   | 11/2017-04/2021    |
| 308 1.5 BlueHDi (130 CV) | station wagon    | DV5RC    | 1499           | Turbodiesel common rail              | 130/3750       | 300/1750      | Manuale 6 marce            | 1.295              | 209          | 10"                 | 3,8                | 100                  | 11/2017-04/2021    |
| 308 1.6 HDi | berlina 2 volumi | DV6D     | 1560           | Turbodiesel common rail              | 92/4000        | 230/1750      | Manuale 5 marce            | 1.090              | 183          | 12"8                | 3,6                | 95                   | 09/2013-03/2015    |
| 308 1.6 HDi | station wagon    | DV6D     | 1560           | Turbodiesel common rail              | 92/4000        | 230/1750      | Manuale 5 marce            | 1.180              | 182          | 11"9                | 4.6                | 102                  | 05/2014-03/2015    |
| 308 1.6 BlueHDi 100 | berlina 2 volumi | DV6FD    | 1560           | Turbodiesel common rail              | 99/3500        | 254/1750      | Manuale 5 marce            | 1.160              | 186          | 11"3                | 3,6                | 94                   | 03/2015-03/2018    |
| 308 1.6 BlueHDi 100 | station wagon    | DV6FD    | 1560           | Turbodiesel common rail              | 99/3500        | 254/1750      | Manuale 5 marce            | 1.200              | 184          | 11"9                | 3,6                | 94                   | 05/2015-03/2018    |
| 308 1.6 e-HDi | berlina 2 volumi | DV6C     | 1560           | Turbodiesel common rail              | 115/3600       | 270/1750      | Manuale 6 marce            | 1.160              | 196          | 10"4                | 3,8                | 100                  | 09/2013-03/2015    |
| 308 1.6 e-HDi | station wagon    | DV6C     | 1560           | Turbodiesel common rail              | 115/3600       | 270/1750      | Manuale 6 marce            | 1.200              | 194          | 10"6                | 4,2                | 95                   | 05/2014-03/2015    |
| 308 1.6 BlueHDi 120 | berlina 2 volumi | DV6FC    | 1560           | Turbodiesel common rail              | 120/3500       | 300/1750      | Manuale 6 marce3           | 1.185              | 196          | 9"7                 | 3,8                | 98                   | 05/2014-03/2018    |
| 308 1.6 BlueHDi 120 | station wagon    | DV6FC    | 1560           | Turbodiesel common rail              | 120/3500       | 300/1750      | Manuale 6 marce3           | 1.175              | 194          | 10"1                | 3,8                | 99                   | 05/2014-03/20182   |
| 308 2.0 BlueHDi (150 CV) | berlina 2 volumi | DW10FD   | 1997           | Turbodiesel common rail              | 150/3750       | 370/2000      | Manuale 6 marce            | 1.315              | 220          | 8"6                 | 4,7                | 105                  | 05/2014-02/2018    |
| 308 2.0 BlueHDi (150 CV) | station wagon    | DW10FD   | 1997           | Turbodiesel common rail              | 150/3750       | 370/2000      | Manuale 6 marce            | 1.315              | 220          | 8"6                 | 4,7                | 105                  | 05/2014-02/2018    |
| 308 GT 2.0 BlueHDi | berlina 2 volumi | DW10FC   | 1997           | Turbodiesel common rail              | 181/3750       | 400/2000      | Automatico seq. 6 rapporti | 1.320              | 225          | 7"5                 | 4,1                | 107                  | 11/2014-08/2017    |
| 308 GT 2.0 BlueHDi | berlina 2 volumi | DW10FC   | 1997           | Turbodiesel common rail              | 177/3750       | 400/2000      | Automatico seq. 8 rapporti | 1.320              | 225          | 7"5                 | 4,4                | 116                  | 09/2017-07/2020    |
| 308 GT 2.0 BlueHDi | station wagon    | DW10FC   | 1997           | Turbodiesel common rail              | 181/3750       | 400/2000      | Automatico seq. 6 rapporti | 1.425              | 218          | 8"9                 | 4,2                | 111                  | 11/2014-08/2017    |
| 308 GT 2.0 BlueHDi | station wagon    | DW10FC   | 1997           | Turbodiesel common rail              | 177/3750       | 400/2000      | Automatico seq. 8 rapporti | 1.425              | 223          | 8"6                 | 4,6                | 120                  | 09/2017-07/2020    |
| Note: 1Fino alla metà del 2014 le sigle utilizzate erano VTi per l'aspirato da 82 CV ed e-THP per le versioni sovralimentate da 110 e 130 CV 2Non più disponibile per il mercato italiano a partire dal maggio 2014 3A partire dal gennaio 2015 anche con cambio automatico sequenziale a 6 rapporti |                  |          |                |                                      |                |               |                            |                    |              |                     |                    |                      |                    |